# Nikołajewka (Mordowia)
Nikołajewka (ros. Николаевка) – osiedle typu miejskiego w środkowej Rosji, na terenie wchodzącej w skład tego kraju Republiki Mordowii, we wschodniej Europie.
Miejscowość liczy 5137 mieszkańców (1 stycznia 2005 r.).